# Afghanistan Cricket Board
Das Afghanistan Cricket Board (ACB; paschtunisch د افغانستان کريکټ بورډ; persisch کریکت بورد افغانستان) ist der nationale Dachverband für Cricket in Afghanistan. Der im Jahr 1995 gegründete Verband hat seinen Sitz im Alokozay Kabul International Cricket Ground in Kabul. Seit 2017 vertritt er Afghanistan beim Weltverband International Cricket Council (ICC) als Vollmitglied und seit 2001 beim Kontinentalverband Asian Cricket Council (ACC).

## Geschichte

### Die Anfänge
Der Verband wurde unter der Bezeichnung Afghanistan Cricket Federation im Jahr 1995 unter Duldung der Taliban gegründet. Von 1996 bis 2001 verboten die Taliban jeglichen Sport im Land und so erfolgte die Aufnahme in den International Cricket Council als Affiliate Member 2001 und damit die Aufstellung der Nationalmannschaft. Die Associate Membership für den Asian Cricket Council erhielt der Verband im Juni 2003. Im Juni 2009 erfolgte ein Dekret des Präsidenten Hamid Karzai über die Anerkennung als unabhängiges Board und damit einhergehend die Umbenennung in Afghanistan Cricket Board. In 2011 konnte man mit internationaler Hilfe mit dem Alokozay Kabul International Cricket Ground das erste Cricket-Stadion in Afghanistan errichten, was seitdem als Ausbildungszentrum des Verbandes genutzt wird. Die Associate Membership im Weltverband erfolgte im Juni 2013 und damit eine erhöhte finanzielle Förderung. Am 22. Juni 2017 wurde bekannt gegeben, dass der Verband neben Irland zum Full Member des ICC ernannt wurde, was mit zukünftigem Test-Status verbunden war.

### Die Frauen-Cricket-Nationalmannschaft
In 2010 gründete man eine Frauen-Cricket-Nationalmannschaft, was jedoch auf Widerstand stieß. So musste der Verband nach Drohungen aus islamistischen Kreisen im Jahr 2014 die Mannschaft wieder auflösen. Im November 2020 erklärte der Verband erstmals zentrale Verträge für Frauen zur Verfügung zu stellen, um eine erneute Mannschaft zu gründen. Jedoch würden aus kulturellen Gründen noch Hindernisse bestehen, unter anderem da noch nicht die nach Geschlechtern getrennten Einrichtungen im Land zur Verfügung standen, um den Sport für Frauen etablieren zu können. Auch weigerte sich der verband das Team an internationalen Wettbewerben teilnehmen zu lassen, wofür er kritisiert wurde.

### Nach der Machtübernahme der Taliban
Nachdem im August 2021 die Taliban Kabul übernommen hatten, wurde der ehemalige Vorsitzende Azizullah Fazli wieder für das Amt eingesetzt und bekräftigt, dass Cricket weiterhin auch auf internationaler Ebene bestritten werden soll. Anfang September 2021 wurde von einem Sprecher der Taliban angekündigt, dass es unwahrscheinlich sei, dass Frauen-Cricket weiter betrieben werden könne. Daraufhin kam es zu internationalem Protest und Cricket Australia drohte, dass dies auch Konsequenzen für das Männerteam haben werde. So weigerte sich Australien in der Folge in bilateralen Touren gegen Afghanistan anzutreten. Derzeit ist es unklar, wie viel Einfluss die Taliban auf den Verband haben, jedoch nutzen sie durch die Erfolge den Verband und da Männer-Team für ihre politischen Zwecke.

## Aufgabe

Provinzteams der Regionalverbände Afghanistans

Das Afghanistan Cricket Board stellt die Afghanistan vertretenden Cricket-Nationalmannschaften, einschließlich der für die Männer und Jugend, zusammen. Der Verband ist außerdem verantwortlich für die Durchführung von Test-, ODI- und T20I-Serien gegen andere Nationalmannschaften sowie die Organisation von Heimspielen und -turnieren. Neben der Aufstellung des Teams ist er verantwortlich für den Kartenverkauf, der Gewinnung von Sponsoren und der Vermarktung der Medienrechte.
Daneben organisiert der Verband das Kinder- und Jugend-Cricket in Afghanistan. Wie andere Cricketnationen verfügt Afghanistan über U-19-Nationalmannschaften für Jungen, die an den entsprechenden Weltmeisterschaften (Jungen) teilnehmen.
Der Verband organisiert auch den nationalen Spielbetrieb. So betreibt er mit der Afghanistan Premier League und der Shpageeza Cricket League kommerzielle Franchise-Ligen. Darüber hinaus organisiert er das First-Class-Turnier Ahmad Shah Abdali 4-day Tournament und den List-A-Wettbewerb Ghazi Amanullah Khan Regional One Day Tournament.

## Finanzen
Der ACB ist weitestgehend von Zahlungen des Weltverbandes ICC abhängig, die seit der Vollmitgliedschaft etwa 5 Millionen US-Dollar im Jahr betragen. Mit diesen Mitteln, Mitteln der Regierung die etwa 15 % der Einnahmen ausmachen, und Sponsorengeldern finanzieren sie unter anderem Spielergehälter für die Nationalmannschaft und Spieler im nationalen Cricket des Landes.

## Struktur
Das ACB wird vom Präsidenten Afghanistans ernannt. Neben dem Vorsitzenden (seit Juli 2019 Farhan Yousuzai) benennt das Board einen CEO (seit November 2020 Rahmatullah Qureishi).